# Bairoil
Bairoil – miasto w Stanach Zjednoczonych, w stanie Wyoming, w hrabstwie Sweetwater.